# 鲁米叶蝉属
鲁米叶蝉属（学名：Lumicella）为叶蝉科的一个属。

## 下属物种
本属包括以下物种：
- 圆茎鲁米叶蝉 Lumicella rotundata Lu, Zhang, Qiao & Qin, 2013